# Venø

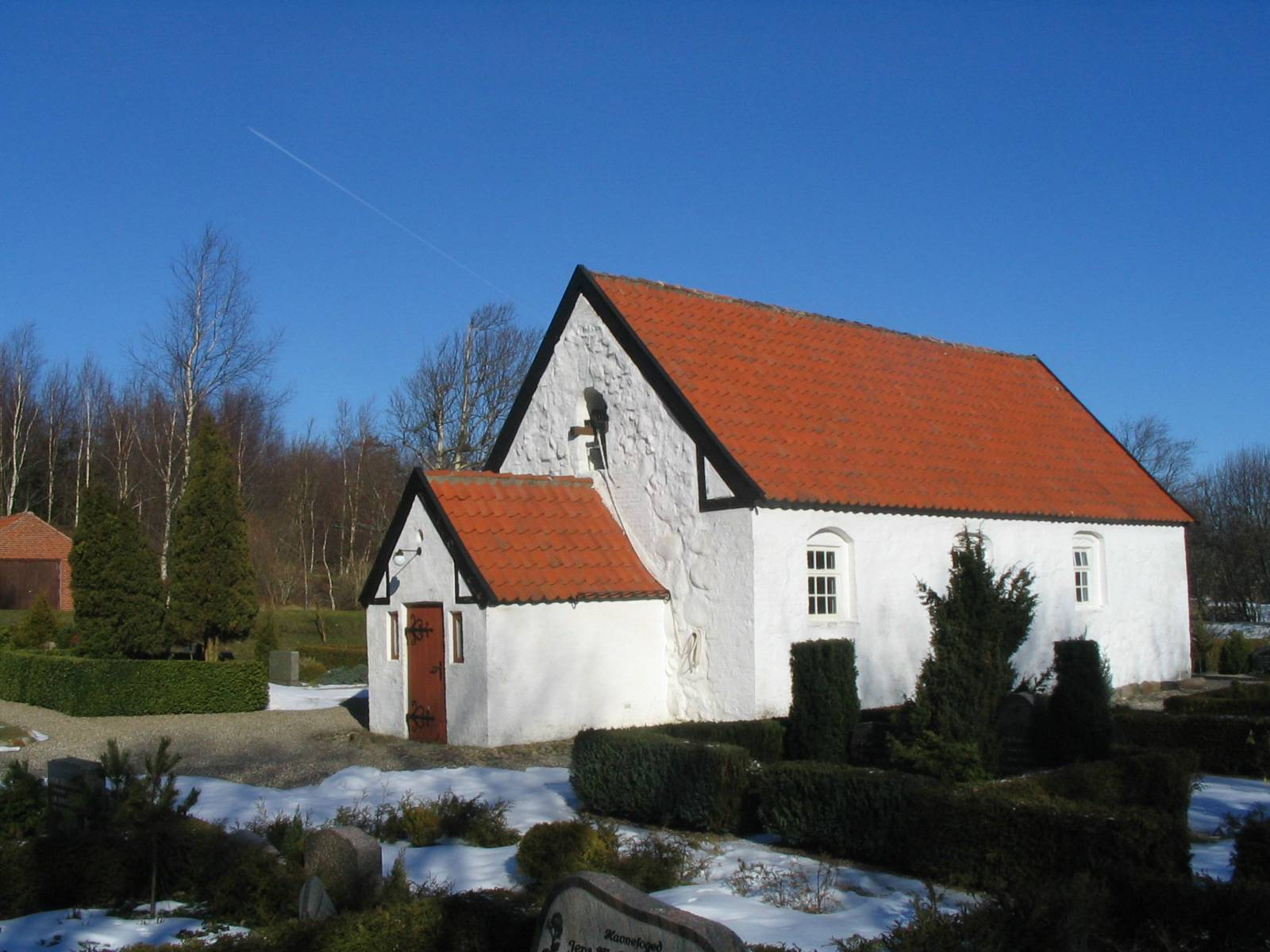
Venø Kirke

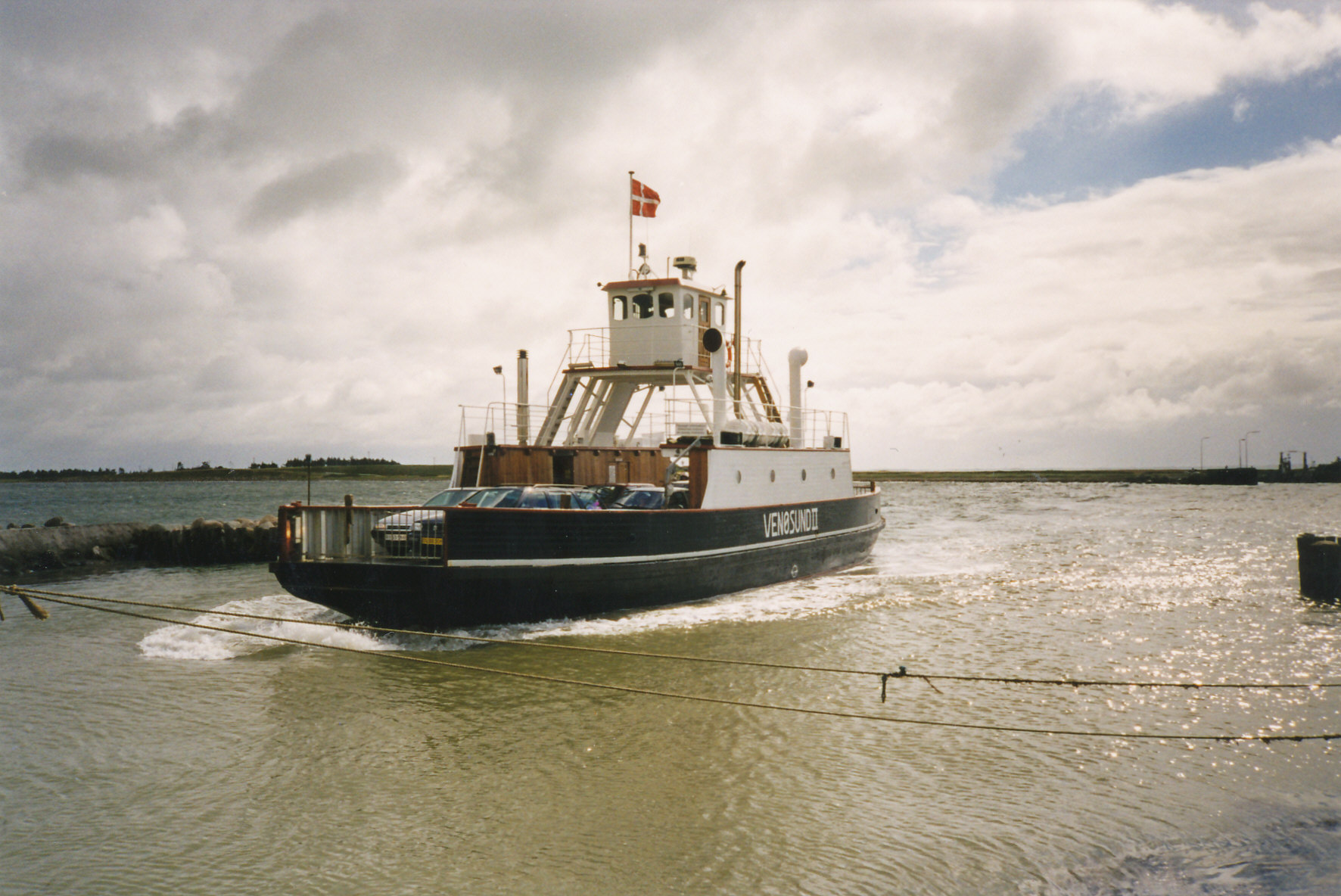
Färjan till Venø

Venø är en ö som ligger i Limfjorden nära Struer, Jylland. På ön ligger Venø Kirke som är Danmarks minsta kyrka. Det bor  178 personer på ön 2020).